# Amado Vrieswijk

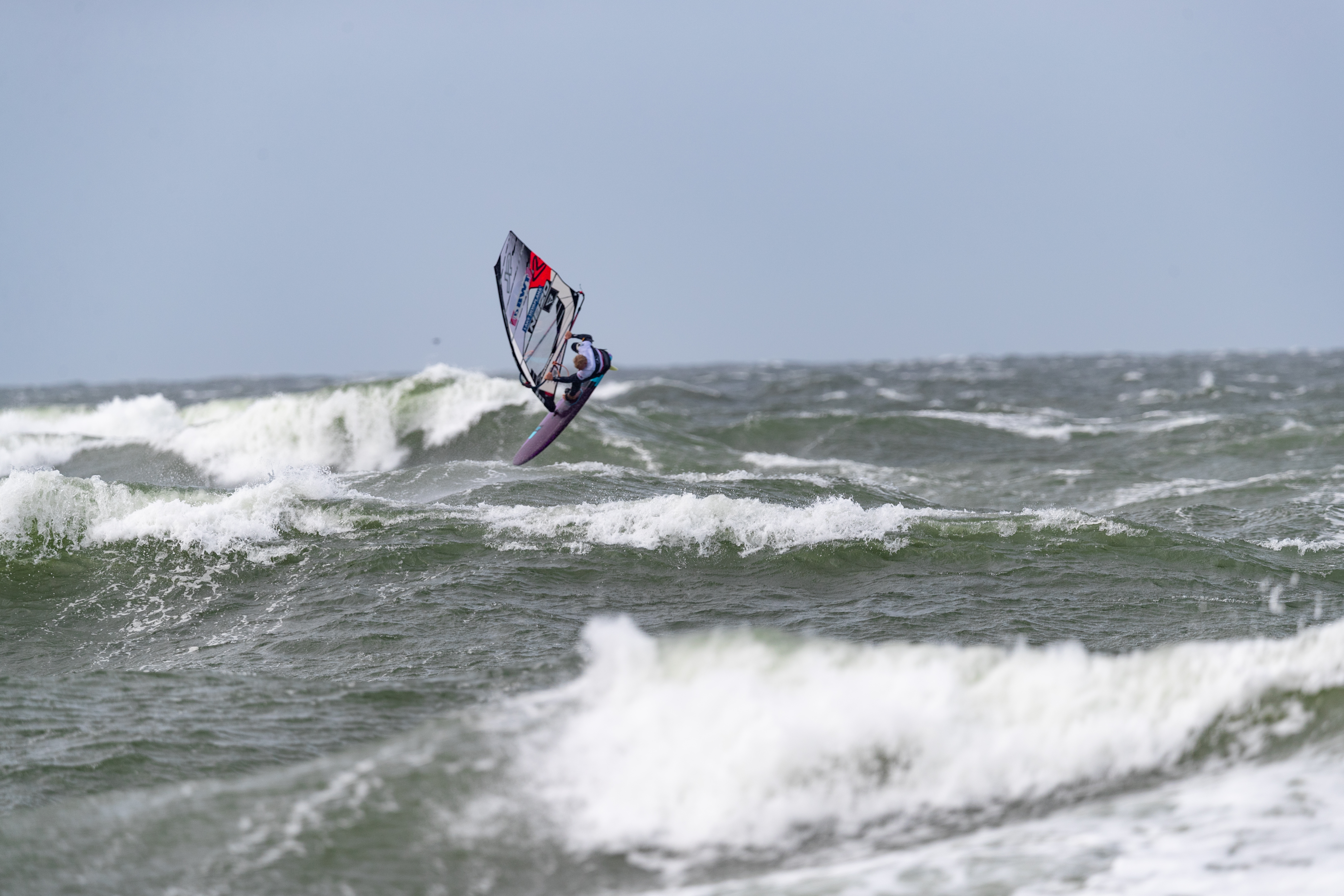
Vrieswijk beim Windsurf World Cup Sylt 2019

Amado Vrieswijk (* 23. Januar 1996 in Kralendijk) ist ein bonairischer Windsurfer. Sein bisher größter Erfolg ist der Weltmeistertitel im Freestyle von 2021.

## Biografie
Vrieswijks Begeisterung entstand durch das Ansehen des King of the Carribean-Windsurf World Cup 2002 auf seiner Heimatinsel Bonaire. Kurz darauf begann er selbst mit dem Windsurfen. In den Anfängen war er oft mit seinem Vater und später mit seinem besten Freund Kiri Thode gemeinsam auf dem Wasser.
Schon 2004 nahm er erstmals an einem Kinder-Wettkampf und 2011 erstmals an einem World Cup teil. Hier stellten sich bald erste Erfolge ein. Beim World Cup auf Bonaire im Juni 2014 stand Vrieswijk zum ersten Mal auf den Podium und verpasste am Ende der Saison als Vierter die Top 3 der Gesamtwertung denkbar knapp. Nachdem er 2015 Dritter der Freestyle-Wertung wurde, war der Weltmeistertitel 2016 nach einem Sieg an der Costa Calma zum Greifen nah. Er gewann auf Sylt die Single-Eliminiation, musste sich dann aber im Finale Gollito Estredo geschlagen geben. Das gleiche Schicksal ereilte ihn auch in der Saison 2017. Aufgrund der COVID-19-Pandemie wurde in der Saison 2021 nur ein Freestyle-Wettkampf mit lediglich einer Single-Elimination ausgetragen werden. Diesen gewann Vrieswijk allerdings und konnte sich somit zum ersten Mal zum Freestyle-Weltmeister küren. Ein Jahr später gewann er auf Sylt seinen ersten Slalom Wettbewerb.
Vrieswijk lebt weiterhin auf Bonaire fährt gerne Quad.

## Erfolge

### World Cup Wertungen
| Saison | Freestyle | Freestyle | Slalom | Slalom | Foil  | Foil   |
| Saison | Platz     | Punkte    | Platz  | Punkte | Platz | Punkte |
| ------ | --------- | --------- | ------ | ------ | ----- | ------ |
| 2011   | 29.       | 3046      | –      | –      | –     | –      |
| 2012   | 27.       | 2848      | –      | –      | –     | –      |
| 2013   | 11.       | 5443      | –      | –      | –     | –      |
| 2014   | 4.        | 5954      | 51.    | 1725   | –     | –      |
| 2015   | 3.        | 3969      | 35.    | 4226   | –     | –      |
| 2016   | 2.        | 6234      | 35.    | 4440   | –     | –      |
| 2017   | 2.        | 1980      | 25.    | 3980   | 9.    | 2830   |
| 2018   | 3.        | 19.500    | 21.    | 41.800 | 7.    | 29.600 |
| 2019   | 2.        | 29.050    | 32.    | 25.800 | 9.    | 28.500 |
| 2021   | 1.        | 10.000    | 19.    | 8.500  | –     | –      |
| 2022   | 9.        | 9.050     | 4.     | 20.000 | –     | –      |
| 2023   | 6.        | 11.361    | 2.     | 40.300 | –     | –      |

### World Cup Siege
Vrieswijk errang bisher 13 Podestplätze, davon 8 Siege:
| Datum               | Ort                | Land        | Disziplin |
| ------------------- | ------------------ | ----------- | --------- |
| 01.08. – 07.08.2016 | Costa Calma        | Spanien     | Freestyle |
| 05.06. – 10.06.2018 | Sant Pere Pescador | Spanien     | Foil      |
| 09.04. – 13.04.2019 | Kralendijk         | Bonaire     | Freestyle |
| 27.09. – 06.10.2019 | Sylt               | Deutschland | Freestyle |
| 12.11. – 21.11.2021 | Marignane          | Frankreich  | Freestyle |
| 23.09. – 03.10.2022 | Sylt               | Deutschland | Slalom    |
| 22.09. – 03.10.2023 | Sylt               | Deutschland | Slalom    |
| 10.11. – 14.11.2023 | Yokosuka           | Japan       | Slalom    |

### Weitere Erfolge
- PWA Juniorenweltmeister Freestyle 2013[4]
- EFPT-Sieger (Europameister) 2015[5]